# Simon-Célestin Croze-Magnan
Simon-Célestin Croze-Magnan, né à Marseille le 11 avril 1750 et mort dans la même ville le 11 août 1818, est un historien et bibliothécaire français.

## Biographie
Simon-Célestin Croze-Magnan, né à Marseille le 11 avril 1750, est le fils de Pierre Croze-Magnan et de Rose-Renée Roux, ainsi que le neveu du négociant Simon Pierre Croze-Magnan, échevin de Marseille. Il est élève des jésuites puis des oratoriens à Marseille. En 1769, il s'embarque avec son frère mais sur deux bateaux différents : lui pour Salonique et son frère pour la Syrie. Les deux navires naviguent de conserve jusqu'à Malte puis se séparent. La mort de son père en 1772 l'oblige à rentrer à Marseille plus tôt que prévu. Cette même année, il se marie avec sa cousine Jeanne Désirée Croze-Magnan, mais devient veuf peu de temps après.
En 1776 il voyage en Italie et en Suisse puis s'installe à Paris où il est nommé directeur de la compagnie des eaux. Il réalise une fortune appréciable, mais se trouve pratiquement ruiné à la Révolution. Il revient à Marseille où il devient pour peu de temps en 1794 un des conservateurs du musée.
Revenu à Paris, il collabore avec son ami le peintre Pierre-Henri de Valenciennes à la rédaction de l'ouvrage Éléments de perspective pratique à l'usage des artistes. Vers 1802, Robillard-Péronville et le graveur Pierre-François Laurent le contactent pour qu'il rédige les notices du recueil de gravures Le Musée français, dont il assure les deux premiers tomes. Un procès s'ensuit entre lui et Robillard-Péronville en 1806 à propos de questions de propriété littéraire. Il est également l'auteur de la notice historique introduisant à la Galerie du Palais-Royal (1808).
En 1808, il retourne dans sa ville natale et il est nommé le 27 juillet 1809 à l'Académie de Marseille, dont il sera le secrétaire perpétuel de 1817 à 1818. Il est également nommé bibliothécaire de la Ville en remplacement Claude François Achard.
Son nom a été donné à deux lieux du 8e arrondissement de Marseille : l'avenue et le square Croze-Magnan.

## Publications
- Simon-Célestin Croze-Magnan, Pierre Laurent et Robillard-Péronville, Le Musée français, recueil complet des tableaux, statues et bas-reliefs, qui composent la collection nationale, avec l'explication des sujets, et des discours historiques sur la peinture, la sculpture et la gravure., t. premier, Paris, L-E Herhan, 1803, 184 p. (lire en ligne).
- Simon-Célestin Croze-Magnan, Pierre Laurent et Robillard-Péronville, Le Musée français, recueil complet des tableaux, statues et bas-reliefs, qui composent la collection nationale, avec l'explication des sujets, et des discours historiques sur la peinture, la sculpture et la gravure., t. second, Paris, L-E Herhan, 1805, 158 p. (lire en ligne).